# 이기봉
이기봉(李基鳳, 1936년 12월 28일 ~ )은 대한민국의 정치인이다. 제33·34대 연기군수이다. 종교는 천주교이며, 세례명은 베드로이다.

## 학력
- 조치원고등학교 졸업
- 5년제 한국방송통신대학교 행정학과 학사 졸업
- 충남대학교 행정대학원 행정학 석사 수료

## 경력
- 1991.06 ~ 1995.06 제4대 충청남도의회 의원
- 민주평화통일자문회의 연기군 협의회 회장
- 조치원 신용협동조합 이사장
- 1998년 신용협동조합중앙회 비상임이사
- 2002.07 ~ 2007.10 제33·34대 충청남도 연기군 군수

## 수상
- 1985년 국민훈장 석류장
- 내무부장관 표창
- 문화공보부장관 표창

## 역대 선거 결과
|  | 60.7% |

|  | 27.50% |

|  | 43.50% |

|  | 49.32% |

|  | 40.46% |

| 전임 홍순규 | 제33·34대 충청남도 연기군수 2002년 7월 1일 ~ 2007년 10월 11일 | 후임 (권한대행)최무락 (권한대행)박영수 (재보궐)최준섭 |